# EBLM J0555-57
EBLM J0555-57 — тройная звезда в созвездии Живописца. Находится на расстоянии 600 световых лет от Солнца. EBLM J0555-57 С считается самой маленькой по размеру из известных звёзд, в которых происходит термоядерная реакция, то есть наиболее близкой к теоретическому пределу.
EBLM J0555-57 известна также как CD-57 1311. Визуально в телескоп видны две звезды на расстоянии {\displaystyle 2,5''}.

## Компоненты

### EBLM J0555-57 A
EBLM J0555-57 A является звездой спектрального класса F8. Компонент A является затменной двойной звездой. Магнитуда EBLM J0555-57 A — 9,98m.

### EBLM J0555-57 B
Звезда темнее, чем компонента А, но видима. Магнитуда EBLM J0555-57 B — 10,76m.

### EBLM J0555-57 С
EBLM J0555-57 С или EBLM J0555-57 Ab имеет массу ~85 ± 4 массы Юпитера или 0,081 массы Солнца. Её радиус сравним с радиусом Сатурна.
EBLM J0555-57 °C (Ab) была открыта командой учёных Кембриджского университета, привлечённых к проекту EBLM (от англ. Eclipsing Binary, Low Mass, малая масса), на основе данных, собранных проектом WASP. Сила притяжения на поверхности EBLM J0555-57 °C (Ab) примерно в 300 раз больше земной. Если бы масса EBLM J0555-57 °C (Ab) была чуть меньше — 7 % от солнечной, то термоядерной реакции в её ядре не было бы и она бы превратилась в коричневый карлик.